# グロスター級軽巡洋艦
| グロスター級軽巡洋艦             | グロスター級軽巡洋艦 |
| -------------------------------- | --- |
| 「グロスター（HMS Gloucester）」 | |
| 艦級概観                         | |
| 艦種                             | 軽巡洋艦 |
| 艦名                             | 都市名 |
| 前級                             | サウサンプトン級 |
| 次級                             | エディンバラ級 |
| 性能諸元                         | |
| 排水量                           | 基準：9,400トン 満載：-トン |
| 全長                             | 180.28m |
| 水線長                           | 170.07m |
| 全幅                             | 常備：19.0m 満載：-m |
| 吃水                             | 5.3m |
| 機関                             | アドミラリティ式重油専焼三胴型水管缶4基 +パーソンズ式ギヤードタービン 4基4軸推進 |
| 最大出力                         | 82,500shp |
| 最大速力                         | 32.25ノット |
| 航続距離                         | 12ノット/12,000海里 |
| 燃料                             | 重油：2,075トン |
| 乗員                             | 800名 |
| 兵装                             | 竣工時： 15.2cm50口径MkXXIII3連装砲 4基 10.2cm45口径MkXVI連装高角砲 4基 3ポンド単装砲 2基 2ポンド4連装ポンポン砲 2基 53.3cm3連装水上魚雷発射管 2基 射出機 1基 航空機3機 リヴァプール（1943年）： 15.2cm（50口径）三連装砲3基 10.2cm（45口径）連装高角砲4基 4cm（39口径）四連装ポンポン砲2基 &同単装ポンポン砲1基 エリコン 2cm（76口径）連装機銃6基 &同単装機銃7基 53.3cm魚雷発射管3連装2基 航空装備なし |
| 装甲                             | 舷側：114mm（機関部・水線部） 甲板：38mm（主甲板） 主砲塔：102mm（前盾）、51mm（側盾・後盾・天蓋） 弾薬庫：114mm（壁面）、25mm（天蓋） |
| レーダー                         | 273型（射撃管制） 279型（対空） 284型（射撃管制） |
| 航空兵装                         | 竣工時：水上機：3機 固定式カタパルト：1基 リヴァプール（1945年）：全撤去 |

グロスター級軽巡洋艦（グロスターきゅう けいじゅんようかん、Gloucester Class Light Cruiser）は、イギリス海軍の軽巡洋艦の艦級。本級はイギリス海軍が1936年に締結した第二次ロンドン海軍軍縮条約に基いて竣工させた艦級であり、サウサンプトン級、エディンバラ級と共にタウン級軽巡洋艦のサブクラスと見なされる場合もある。

## 概要

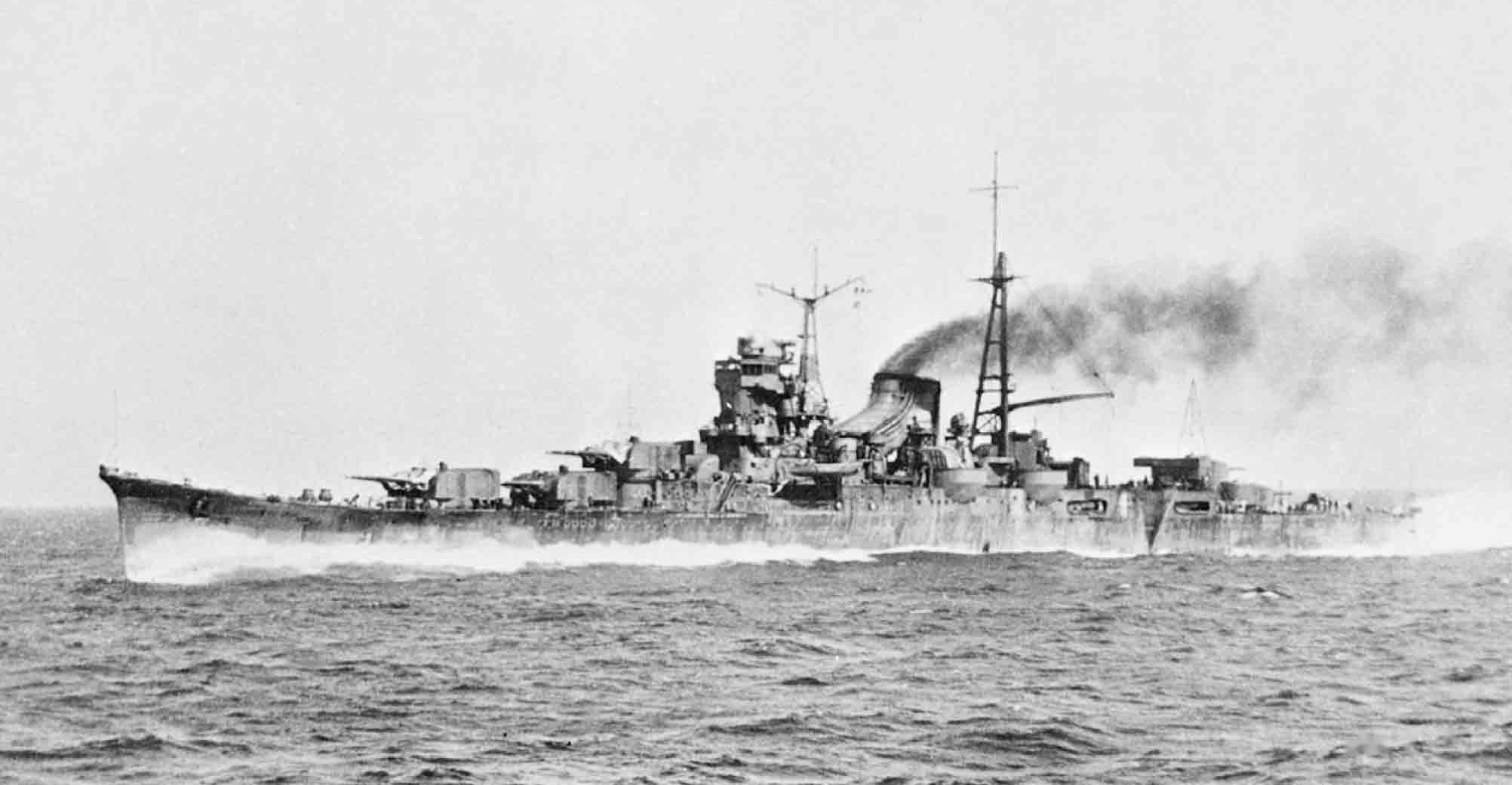
写真は日本海軍の最上型軽巡洋艦最上。条約排水量を超過した設計で15.5cm砲を15門も搭載できた。

グロスター級は、サウサンプトン級に引き続き建造されたタウン級軽巡洋艦の第二グループである。マイナーチェンジとして機関区の側面と砲塔の装甲を強化する改設計が行われたクラスである。重量増加を補うために機関出力を向上し、船型を艦幅と吃水を増やし、排水量9,400トンで速力32.25ノットを発揮した。しかし、排水量に比較して要求性能が過大で余裕がない設計であったため、戦況の悪化に伴う対空火器の増加を補うために主砲塔1基を下ろさなければならなかった。防御力を強化した本級であったが終戦時にはリヴァプール1隻だけしか残らなかった。
前級との外観の識別点として新型の主砲用射撃管制装置を採用し、艦橋の頂上部と後部見張所の上に1基ずつ計2基搭載したのが識別点である。

## 艦形

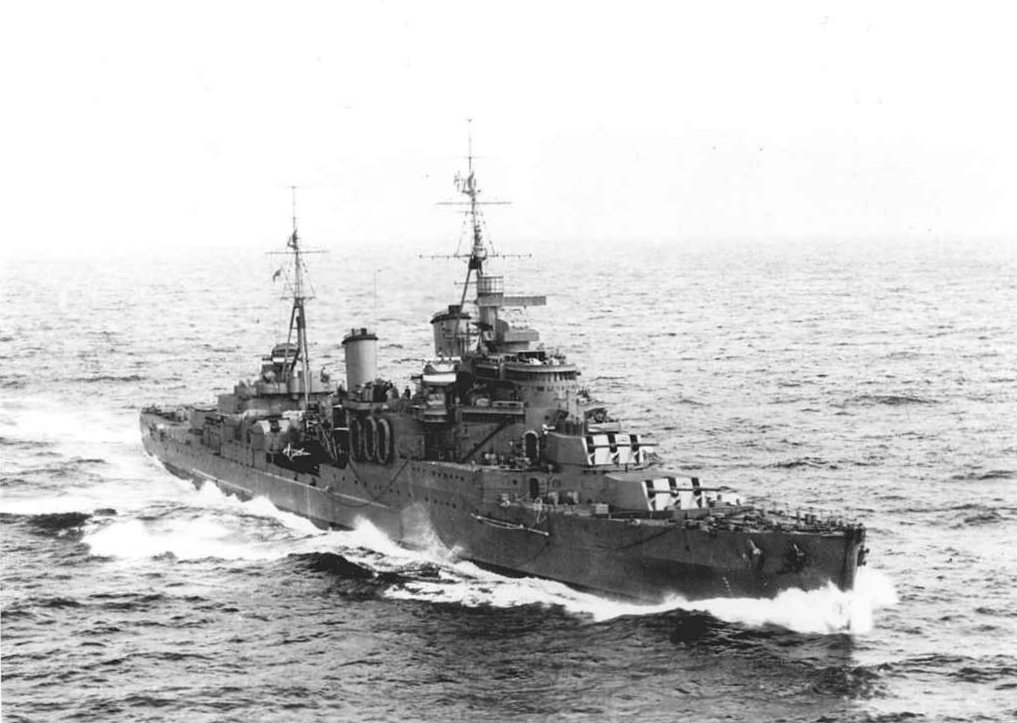
写真はマンチェスター。

本級の基本デザインはリアンダー級の拡大型として設計を一新しており、艦首乾舷の高い長船首楼型船体を採用している。軽いシア（反り返り）の付いた艦首甲板から15.2cm速射砲を三連装に収めた主砲塔を背負い式で2基、船体に比して大型の塔型艦橋と軽量な三脚型の前部マストが立つ。
機関のシフト配置のために2本煙突は前後に大きく離され、その間は水上機施設となっており、1番煙突の基部は水上機格納庫となっており、中央甲板上に中心に対して直角に埋め込まれたカタパルトを挟んで2番煙突の基部にクレーンが片舷1基ずつ計2基が配置された。これにより舷側甲板上に配置された艦載艇置き場の艦載艇と水上機は運用された。
2番煙突の後方は対空火器が集中しており、10.2cm高角砲を連装砲架で片舷2基ずつ計4基を配置し、その下部の舷側甲板上に53.3cm魚雷発射管が三連装で片舷1基ずつ計2基配置された。後部見張所を基部として単脚式の後部マストが1本立つ。後部甲板上に3番・4番15.2cm三連装砲塔が後向きで2基が背負い式配置された。

## 武装

### 主砲

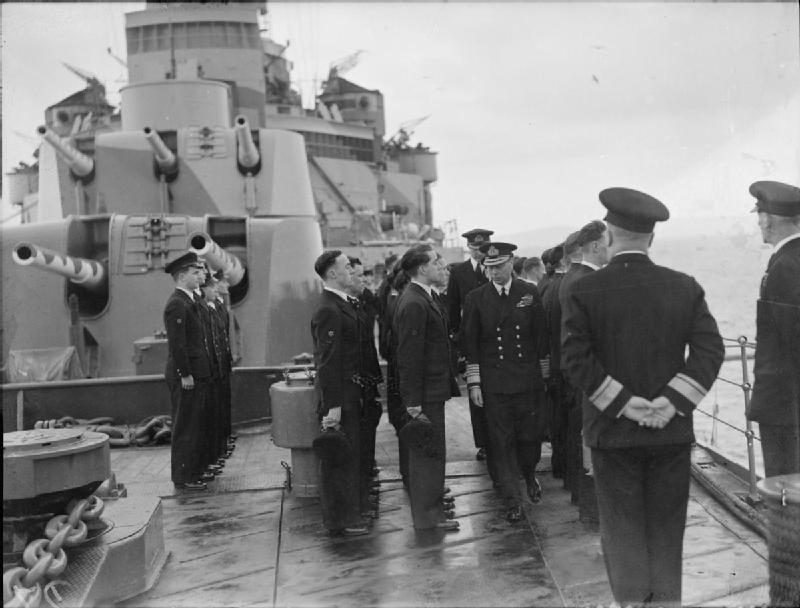
写真はサウサンプトン級グラスゴーの艦首側主砲塔。

グロスター級の主砲は新設計のMark XXIII 15,2cm（50口径）速射砲である。本級はイギリス海軍の巡洋艦では初の三連装砲塔を採用したが、三連装砲塔自体はイギリス海軍のネルソン級戦艦ですでに採用されていたが、本級の物は3門の砲身のうち中央部の砲身が奥まった特徴的な設計であった。その性能は同世代の連合側では軽い50.8kgの砲弾と最大射程23,300m（仰角45度）という比較的平凡なものである。俯仰能力は仰角45度、俯角5度である。各砲塔は単体首尾線方向を0度として左右150度の射界を確保する。発射速度は毎分8発であるが実用上は6発程度であった。

### 備砲、魚雷兵装

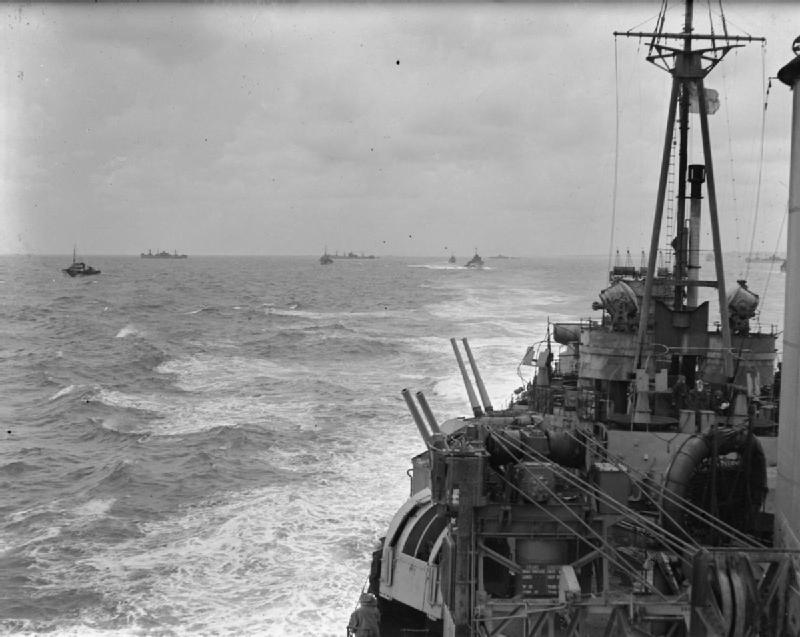
写真は舷側に2基配置された10.2cm（50口径）連装高角砲。

高角砲は、1930年型 10.2cm（50口径）高角砲を引き続き採用している。15.9 kgの砲弾を仰角45度で18,150m、最大仰角80度で11,890mの高度まで到達できた。左右方向に170度旋回でき、俯仰は仰角80度、俯角10度であった。発射速度は毎分15発だった。これを連装砲架で4基8門を搭載した。他に4cm（39口径）ポンポン砲を四連装砲架で2基、12,7mm（62口径）機銃を四連装砲架で2基搭載した。魚雷兵装は53,3cm三連装魚雷発射管を片舷1基ずつ計2基装備した。

## 機関
機関配置は主缶を2基ずつを前後に別けて配置するシフト配置を採用しており、そのために煙突の前後が広く離れている。アドミラルティ三胴式重油専焼水管缶4基にパーソンズ式オール・ギヤードタービン4基4軸の構成と同じであるが、出力は前級の75,000馬力で32ノットから1割強化された82,500馬力が得られたことにより艦形の肥大化後も速力は32.25ノットを発揮した。

## 同型艦
- グロスター
- リヴァプール
- マンチェスター